# Diözese Namibia
Die  Diözese Namibia (englisch Diocese of Namibia) ist die einzige Diözese der Anglican Church of Southern Africa in Namibia. Sie hat ihren Hauptsitz in der  Hauptstadt Windhoek und betreibt dort mit der St George’s Diocese School eine Privatschule. Sitz ist die St George’s Cathedral im Stadtviertel Central.
Die meisten anglikanischen Gläubigen leben im Norden des Landes, im ehemaligen Ovamboland.

## Geschichte
Die Diözese wurde ursprünglich unter dem Namen Damaraland gegründet. Dies geschah erst nach 1915, als Deutsch-Südwestafrika unter südafrikanischer Besatzung zu Südwestafrika wurde. Als Gründer gilt der anglikanische Priester Nelson Fogarty. Er sah vor allem Missionierungbedarf unter den Kwanyama, die von der Arbeit der Finnischen Evangelisch-Lutherischen Missionsgesellschaft (heute Evangelisch-Lutherische Kirche in Namibia) wenig berücksichtigt worden waren.
1924 wurde von der Church of the Province of Southern Africa die Einrichtung einer Diözese in Südwestafrika angeregt, wobei Fogarty Bischof mit Sitz in Windhoek werden solle. George Tobias wurde gleichzeitig damit beauftragt im Ovamboland in Odibo eine Missionsstation zu errichten.
Zu Anfängen des Odendaal-Plans  war die Gründung einer Diözese im Ovamboland Gesprächsthema. Viele führende Anglikaner lehnten dieses ab, um die Apartheid, eine „weiße“ Diözese in Windhoek und eine „schwarze“ im Ovamboland, nicht in die Kirche zu bringen. Unter Petrus Kalangula spaltete sich schlussendlich die Ovamboland Anglican Church dennoch ab. Viele Anglikaner in dem Gebiet setzten sich weiterhin für eine vereinigte Kirche in Südwestafrika ein.
1972 flüchtete Bischof Colin Winter ins Ausland, blieb aber auf Wunsch der Gemeinde in seinem Amt. Vor Ort wurde er durch Suffraganbischof Richard Wood vertreten. Dieser wurde drei Jahre später deportiert. Er wurde durch James Kauluma ersetzt, der in Namibia geboren wurde und damit vor einer Deportation sicher war. Er wurde mit Tod von Winter 1981 Diözesanbischof.

## Bischöfe
- Nelson Fogarty (1924–1933)
- Charles  Watts (1935–1938)
- George Tobias (1939–1949)
- Cecil Alderson (1950–1953)
- John Vincent (1952–1960)
- Robert Mize (1960–1968)
- Colin Winter (1968–1981)
  - Richard Wood (1973–1977)
  - James Kauluma (1977–1981)
- James Kauluma (1981–1998)
  - Hidulika Hilukilwah (1992–2002)
- Nehemiah Hamupembe (1998–2005)
- Nathaniel Nakwatumbah (2006–2015)
- Luke Pato (2016[2]–2021)
- Patrick Djuulume (seit April 2022)[3]